# Tord Henriksson
Tord Henriksson, född 13 april 1965 i Karlstad, är en svensk tidigare friidrottare (tresteg).
Tord Henriksson tillhörde den svenska trestegseliten på herrsidan från slutet av 1980-talet och under början av 1990-talet. Största internationella framgången var femteplatsen vid VM i Tokyo i Japan 1991. Hans längsta hopp 17,21 kom vid en tävling i Tyskland 1993 och stod som svenskt rekord tills Christian Olsson slog det den 1 juli 2001. 
Henriksson är bosatt i Täby och gift med en annan före detta friidrottare, Maria Akraka. Han förekom i TV hösten 2007 som en av dykarna i TV-programmet "Vrakletarna".

## Karriär (tresteg)
Tord Henriksson tävlade för Malmö AI, IF Göta  och Mälarhöjdens IK. Han utsågs 1991 till Stor grabb nummer 395 i friidrott.
1985 tävlade han vid inomhus-EM i Pireus i Grekland och kom då tolva i tresteg. 1987 vann han SM på 16,11. 1989 vann han SM i tresteg för andra gången, på 16,67. 1990 vann han inomhus-SM på 16,78. Utomhus slog han den 2 juli 1990 i Stockholm Arne Holms svenska rekord från 1987 med ett hopp på 17,10. Han vann SM även detta år på 17,05.
Han deltog vid inomhus-EM 1990 i Glasgow och tog där bronsmedaljen på 16,69. Under inomhussäsongen 1991 vann Henriksson SM i tresteg för andra gången, nu på 16,70. Den 16 juni 1991 förbättrade han utomhus sitt svenska rekord till 17,14 vid tävlingar i Tokyo. Den 4 augusti i Stockholm nådde han 17,15 (också rekord). Samma år vann han SM-titeln för tredje året i rad, på 17,05. Han kom femma vid VM i Tokyo.
Vid OS i Barcelona 1992 slogs Henriksson ut i kvalet. 1993 års inomhussäsong vann han SM i tresteg för tredje gången (16,57). Utomhus satte han med ett hopp på 17,21 svenskt rekord en fjärde och sista gång den 4 juli 1993 i Bad Cannstatt i Tyskland. Rekordet fick han behålla till 2001 då Christian Olsson hoppade 17,49. Henriksson vann SM för femte gången på 16,52. 1993 deltog han vid VM i Stuttgart där han slogs ut i försöken.
Även 1995 vann Henriksson SM i tresteg, då på 16,43. Han var även med vid VM i friidrott i Göteborg och kom då nia.

## Meriter
- EM 1990 - Utslagen i kval
- EM i friidrott inomhus 1990 - Bronsmedalj
- VM 1991 VM - 5:e plats
- OS 1992 - Utslagen i kval
- VM 1993 - Utslagen i kval
- VM 1995 - 9:e plats